# Gymnasium Schlierbach

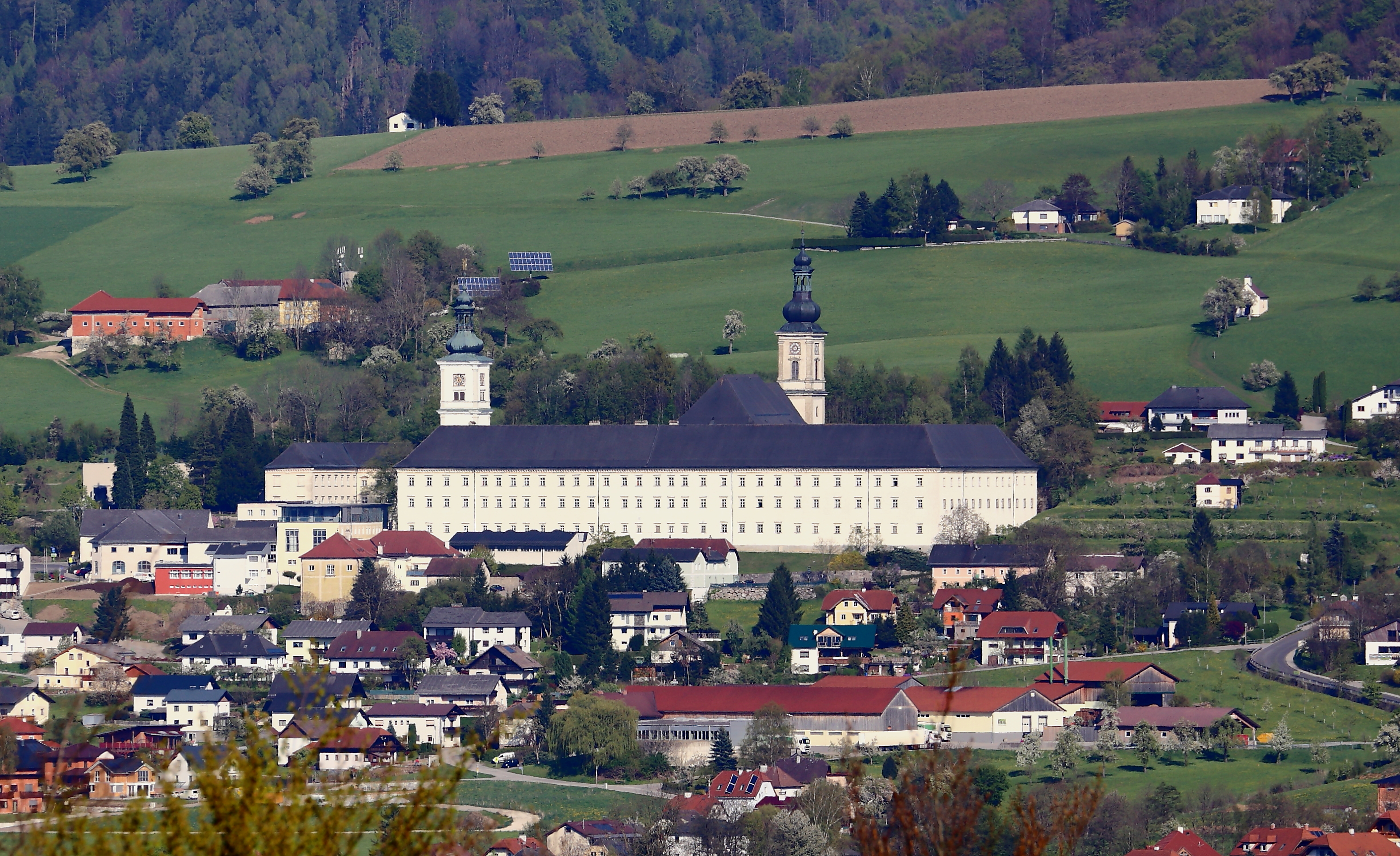
Stift Schlierbach

Das Gymnasium Schlierbach (offizielle Bezeichnung Gymnasium des Schulvereins Stiftsgymnasium Schlierbach) ist eine katholische Privatschule, die vom Zisterzienserstift Schlierbach in Schlierbach (Oberösterreich) erhalten wird. Gegründet wurde das Gymnasium unter Abt Alois Wiesinger im Jahr 1925 als Herz-Jesu-Kolleg. An dieser Allgemeinbildenden Höheren Schule werden derzeit etwa 500 Schüler von 45 Lehrern unterrichtet.
Als besondere Aufgabe einer katholischen Schule sieht das Gymnasium das Schaffen eines Lebensraumes, in dem der Geist der Freiheit und der Liebe des Evangeliums lebendig ist.
Außerdem fühlt sich das Schlierbacher Gymnasium mit dem weltweiten Netz benediktinischer Schulen verbunden, nicht zuletzt wegen der besonderen Tradition und der benediktinischen Pädagogik, die sich im Leitbild widerspiegelt. Als grundlegende Kennzeichen dieser Pädagogik sind neben anderen besonders das Gebet, die Stabilität, das Vertrauen, die Nächstenliebe und die Gemeinschaft erwähnenswert.
Eine im Jahr 2019 vorgestellte Neuerung im Gymnasium ist das „PerLe-Modell“. Dies ist eine Abkürzung für Personalisiertes Lernen und bietet den Schülern nun Freiräume für individuelle Interessen. Dieses Modell ist einzigartig in der Region.

## Geschichte der Schule
Die Jahre 1925–1938: Nachdem das „Herz-Jesu-Kolleg“ mit anfänglich sieben Internatsschülern begonnen wurde und die Prüfungen vorerst im Stiftsgymnasium Kremsmünster abgelegt werden mussten, wurde Schlierbach im Jahre 1932 das Öffentlichkeitsrecht verliehen. Abt Alois Wiesinger übernimmt zugleich die Aufgabe als Direktor der Schule. Die erste Matura findet im Schuljahr 1933/34 statt.
Mit dem Einmarsch der deutschen Truppen und dem damit verbundenen Anschluss Österreichs an Hitler-Deutschland wird ein kommissarischer Leiter für die Schule ernannt. Diese löst sich allerdings bereits nach Schulschluss gemeinsam mit dem Internat auf. Die schweren Umstände ließen nicht einmal einen erlaubten Religionsunterricht zu.
Während der Kriegszeit werden sämtliche Schulräume umfunktioniert und dienen zur Unterbringung von geistig behinderten Menschen, Umsiedlern und Flüchtlingen.
Ab 1946, nach dem Ende des Zweiten Weltkriegs, entschließt sich das Stiftskapitel dazu, die Schule wieder zu eröffnen.

## Fächerübergreifende Wahlpflichtzweige
Im Rahmen eines Schulversuches wurden Pflichtstunden in Wahlpflichtstunden umgewandelt und somit die Wahlpflichtgegenstände auf zehn Stunden aufgestockt. In der sechsten und siebten Klasse wählt der Schüler einen je dreistündigen Block, und in der achten Klasse einen zweistündigen Block, der allerdings nicht von Klasse zu Klasse gewechselt werden kann. Das besondere an diesen Blöcken ist, dass diese auch als „Fächer“ maturiert werden können. Die Sinnhaftigkeit liegt in einer fächerübergreifenden Betrachtungs- bzw. Behandlungsweise von Themen und Gebieten, die einander überschneiden.
Zusätzlich zu diesen Zweigen haben die Schüler in der siebten Klasse noch die Möglichkeit, sich für einen Gegenstand unabhängig von den Blöcken zu entscheiden (zwei Wochenstunden).

### Humanethik und Gesellschaftskunde
Dieser Zweig vertieft die ethisch-weltanschaulich-gesellschaftliche Dimension mit aktuellen Fragen. Das Kennenlernen von politischen Institutionen und Reflektieren über weltanschauliche Fragen gehören zum Kernangebot.
6. Klasse:
Gemeinsame Gegenstände:
- Religion
- Geschichte
- Biologie

Themenschwerpunkte wie Euthanasie, Abtreibung, Behinderung, Krankheit werden von den drei verschiedenen Blickwinkeln betrachtet. Wissenschaft, ethische Grundsätze und Erfahrungen aus der Vergangenheit stehen dabei einander gegenüber.
Exkursionen in Behindertenheime (wie das Institut Hartheim) und Altenheime, Geburtenstation bieten einen notwendigen Praxisbezug.
7. Klasse:
Gemeinsame Gegenstände:
- Latein
- Geografie & Wirtschaftskunde
- Geschichte & Politische Bildung

Latein ist der Ausgangspunkt für das Angebot dieser Schulstufe. Weniger steht dabei jedoch das Übersetzen im Zentrum, sondern die römische Zeit an sich. Entwicklung der Demokratie, Römisches Recht, philosophische Staatsmodelle und Rhetorik schaffen einen Übergriff zur modernen Demokratie und Rechtsmitteln wie beispielsweise dem Arbeitsrecht und Konsumentenschutz.
Praktischer Bezug entsteht durch Exkursionen in Institutionen wie Gericht, Parlament oder Arbeiterkammer.
8. Klasse:
- Philosophie
- Latein
- Religion

Wie sich schon allein aus der Fächerwahl erkennen lässt, steht die 8. Klasse ganz im Zeichen der Geisteswissenschaften. Maxime wie „das Glück“ oder „die Armut“ werden aufgenommen und aus religiöser Sichtweise, der antiken und neueren Philosophie genauer durchleuchtet. Wie und ob die christliche Caritas mit dem antiken Eros harmoniert, ist ebenso Thema wie eine Auseinandersetzung mit aktuellen Themen (Bildungspolitik…).

### Informatik und Naturwissenschaften
Als Schwerpunkt wird Informatik gelehrt, allerdings immer in Kombination mit einem naturwissenschaftlichen Fach. Es sollen vor allem die Möglichkeiten, die die EDV in den Naturwissenschaften bietet, erprobt werden.
Fächer neben Informatik:
- Physik (Naturwissenschaftlicher Schwerpunkt der 6. Klasse – 10. Schulstufe)
- Chemie (Naturwissenschaftlicher Schwerpunkt der 8. Klasse – 12. Schulstufe)

### Kunst- und Projektwerkstatt
Vom musikalischen Projekt über Gesetze der Werbung bis zum Reflektieren über Qualität von kulturellen Äußerungen reicht der Bogen, Begeisterung und Kritikfähigkeit für kulturelle Äußerungen sind Ziele.
6. Klasse:

Gemeinsame Gegenstände:
- Deutsch
- Musik
- Bewegung & Sport

Ganz im Sinne der Bezeichnung des Zweiges gilt der Auftrag an die Schüler, mithilfe der Lehrer ein Bühnenprojekt auf die Reihe zu stellen. Hierfür werden selbst Drehbücher geschrieben, Musikstücke komponiert und Tänze einstudiert. Dieses wird dann Am Schulende vor der Schülerschaft präsentiert.
7. Klasse:
- Bildnerische Erziehung
- Psychologie
- Geografie & Wirtschaftskunde

Werbepsychologie, das optimale Design sowie Wirtschaftlichkeit als Kombination soll den Schülern dazu verhelfen, das eigene Produkt beziehungsweise die eigene „Marke“ zu kreieren. Gemeint sind damit durchaus reale Projekte wie beispielsweise eine Marketingstrategie für eine Popularitätssteigerung der Schlierbacher Schaukäserei bei Kindern. Auch das neue Schullogo ist ein Ergebnis dieses kreativ produktiven Schaffens.
8. Klasse:
- Deutsch
- Musik
- Bildnerische Erziehung

Vor allem das kritische Betrachten von Kunst in jeglicher Form wird zur Aufgabe für die Schüler dieses Zweiges. Neben dem Besuch von Kunstgalerien und dem Schreiben von Kritiken finden sich auch in der 8. Klasse eigene Projekte.
So wurde letztes Schuljahr eine Lesung mit dem Titel „Erster Auftritt“ organisiert, der jungen Schreibtalenten die Möglichkeit bot, vor einer größeren Schar ihre Gedichte und Prosatexte zu präsentieren.

### Alternativ: Spanisch
Als Alternative zu den fächerübergreifenden Zweigen kann auch Spanisch als dritte lebende Fremdsprache gewählt werden.

## Schulleitung
- 1925–1955 Alois Wiesinger[2]
- 1938–1946 kommissarischer Leiter; Schule wurde geschlossen
- 1946–1955 Alois Wiesinger
- 1955–1973 Edmund Spreitz
- 1973–1996 Ludwig Keplinger
- 1996–2009 Martin Spernbauer
- seit 2009 Jürgen Rathmayr

## Alumni
Altschlierbacherverein
Sigma Schlierbach
„In alumno veritas et sapientia.“
Sigma Schlierbach (Σ) ist eine Initiative, die von Andreas Sami Prauhart ins Leben gerufen wurde, um als dynamisches und wachsendes Online-Kommunikationsnetzwerk zwischen Schülern, Alumni, Lehrkörper und Direktor wichtige Entscheidungsgrundlagen in Bezug auf Beruf, Ausbildungsmöglichkeiten, Interessensfelder, Schul- und Unterrichtsgestaltung, Ferialpraktika, Auslandsaufenthalte und Leben im Allgemeinen zu bilden. Um dies zu ermöglichen, wurde von Schülern eigens dafür eine Internetplattform erstellt, die nur durch Anwerbung von Alumni benützt werden kann.
Ziele
- Aufrechterhaltung sozialer Kontakte und Freundschaften zwischen Alumni.
- Intensive und qualitative Kommunikation der Schülerschaft mit der Welt außerhalb der Schule durch das sogenannte Mentorenprogramm und Ad-hoc-Anfragen bezüglich Bildungswege, Interessensfelder, Berufe, Ferialpraktika und Auslandsaufenthalte.
- Zugang zu wertvoller Information, die den Alumni in ihren Berufen und Interessen dienen.
- Feedback an den Lehrkörper und Direktor in Bezug auf Qualität und Gestaltung des Unterrichts und das Schulleben im Allgemeinen.

### Ehemalige Schüler
- Kurt Krenn (1936–2014), ehemaliger römisch-katholischer Diözesanbischof im Bistum St. Pölten
- Helmut Neumann (* 1938), Komponist und Musiktheoretiker
- Gabriel Felbermayr (* 1976), Wirtschaftswissenschaftler